# Ambasada RP w Kabulu
Ambasada Rzeczypospolitej Polskiej w Islamskiej Republice Afganistanu – dawna polska misja dyplomatyczna w stolicy Afganistanu.

## Historia
Polska nawiązała stosunki dyplomatyczne z Królestwem Afganistanu w 1927. Utworzono również polskie poselstwo w Kabulu. Po przejęciu rządów przez Talibów Ambasada RP w Kabulu została zamknięta. Ponownie otwarta w 2007.
14 sierpnia 2014 minister spraw zagranicznych Radosław Sikorski wydał decyzję o likwidacji Ambasady RP w Kabulu, która weszła w życie 31 grudnia 2014. 31 października 2014 zlikwidowany został wydział konsularny. Likwidacja placówki spowodowana była względami ekonomicznymi. Decyzja ta była krytykowana przez rząd Beaty Szydło.
Od czasu likwidacji ambasady misja dyplomatyczna dla Afganistanu znajduje się w gestii Ambasady RP w Nowym Delhi.